# Хенри Водсворт Лонгфелоу
Хенри Водсворт Лонгфелоу (енгл. Henry Wadsworth Longfellow; Портланд, 27. фебруар 1807 — Кембриџ, 24. март 1882) је био амерички песник.  Његове песме (Еванђелина 1847, Песма o Хијавати 1855), надахнуте су романтичним осећањима. Превео је Дантеову Божанствену комедију (1865 – 1967).

## Биографија
Његов отац био је адвокат, а деда по мајци генерал из америчких ослободилачких ратова и члан америчког конгреса. Добио је име по ујаку који је као поручник морнарице погинуо у бици код Триполија. Био је друго од осморо деце у породици. Похађао је приватну школу, а 1822. са петнаест година уписао Бодојн колеџ у Брунсвику (његов деда био је један од оснивача тог колеџа). Дипломирао је 1825, кад већ увелико пише поезију; студије је окончао као убеђени униониста. Исте године објављује књижицу од четрдесетак песама. Његови преводи Хорација донели су му студијско путовање у Француску, Шпанију и Италију. У Мадриду се срео са Вашингтоном Ирвингом који га је охрабрио да пише и даље. По повратку у Америку, 1829. године, понуђено му је место професора на Бодојну. Дуго година предаје на универзитету, преводећи и пишући.
Четрнаестог септембра 1831. оженио се с Мери Потер, другарицом из детињства. На професионалном плану ређају се успеси, али 1835. године његова супруга умире у шестом месецу трудноће, од последица побачаја, у својој двадесет другој години. Песник је умрлој супрузи посветио најпре песму „Кораци анђела“, а неколико година касније и песму „Средокраћа“.
Од 1836. године он је професор на Харварду. Упознаје Фани Еплтон, кћи бостонског индустријалца, која ће се 10. маја 1843, седам година по познанству, удати за њега. Имали су шесторо деце. Фани је умрла 9. јула 1861, када је ватра са свећа захватила њену хаљину. Песник је покушао да је спаси, али је стигао касно и она је сутрадан умрла, од опекотина. Од тада, Лонгфелоу више није бријао браду.
У марту 1882. се разболео, осећајући јаке стомачне болове које опијум није могао да ублажи. Умро је, окружен породицом, 24. марта 1882. године, од стомачне инфекције која се завршила сепсом. Сахрањен је крај обе своје жене, на Моунт Оберн гробљу у Кембриџу, држава Масачусетс. Лонгфелоу је најпознатији по свом спеву „Хијавата“, из индијанског живота, који је његово име прославио у целом свету. Преводио је и Микеланђелову поезију. Писао је прозу и путописе. Класичну вредност достижу његове краће лирске форме, посебно сонети.

## Занимљивости
Једна од занимљивости везаних за песника Лонгфелоуа је да је он био први Американац који је 1840. године имао водовод у кући.